# 吊鐘藤
吊鐘藤（学名：Hewittia malabarica）为旋花科吊鐘藤屬下的一个种。